# Rejon radomyski
Rejon radomyski – jednostka administracyjna wchodząca w skład obwodu żytomierskiego Ukrainy.
Rejon został utworzony w 1923 roku. Jego powierzchnia wynosi 1297 km², a ludność liczy około 38 tysięcy mieszkańców. Siedzibą władz rejonowych jest Radomyśl.
Na terenie rejonu znajduje się 1 miejska rada, 1 osiedlowa rada i 28 silskich rad, obejmujących 80 wsi.

## Miejscowości rejonu
- Bereźce (Березці)
- Bystryjówka (Бистріївка)
- Biełka (Білка)
- Borszczów (Борщів)
- Buhłaki (Буглаки)
- Budziłówka (Будилівка)
- Chodory (Ходори)
- Chomówka (Хомівка)
- Czajkówka (Чайківка)
- Czudin (Чудин)
- Dietiniec (Дітинець)
- Дорогунь
- Dubowik (Дубовик)
- Філонівка
- Глухів Другий
- Глухів Перший
- Городчин
- Hlinnica (Глиниця)
- Hryszczówka (Гришківка)
- Huta Zabiełocka (Гута-Забілоцька)
- Huta Potyjowska (Гута-Потіївка)
- Irsza (Ірша)
- Jurówka (Нова Юрівка)
- Kamienny Brod (Брід)
- (Кайтанівка)
- Kiczkiry (Кичкирі)
- Klon (Клен)
- Kotówka (Котівка)
- (Кочерів)
- Krasnoborki (Краснобірка)
- Krasnosiołki (Красносілка)
- Krymok (Кримок)
- (Леніне)
- Łutówka (Лутівка)
- Racza Mała (Мала Рача)
- Makalewicze (Макалевичі)
- Marjanówka (Мар'янівка)
- Medelówka (Меделівка)
- Меньківка
- Mieżyryczka (Межирічка)
- Mircza (Мірча)
- (Мирне)
- Modylów (Моделів)
- Morohówka (Морогівка)
- Niehrebowka (Негребівка)
- Nowa Buda (Нова Буда)
- Нова Мар'янівка
- Новосілка
- Oblitki (Облітки)
- Осички
- Osawa (Осів)
- (Переміжжя)
- (Пилиповичі)
- Potasznia (Поташня)
- Potyjówka (Потіївка)
- (Прибуток)
- Racza Wielka (Велика Рача)
- Rajówka (Раївка)
- Rakowicze (Раковичі)
- Rudnia Horodecka[2] (Рудня-Городецька)
- Rusanówka (Русанівка)
- (Садки)
- Sparny (Спірне)
- Stara Buda (Стара Буда)
- (Стара Гребля)
- (Став-Слобода)
- Taburyszcze (Таборище)
- Teklanówka (Теклянівка)
- Tołstoje (Товсте)
- Werłok (Верлок)
- Wichła (Вихля)
- Wiepryn (Веприн)
- (Вівче)
- Wyrwa (Вирва)
- Wyszewicze (Вишевичі)
- Zabiełocze (Забілоччя)
- Zabołoć (Заболоть)
- Zamiery (Заміри)
- Zańki (Заньки)
- (Журавлинка)